# Liczba multichromatyczna
Liczba multichromatyczna (inaczej: ważona liczba chromatyczna) – najmniejsza liczba kolorów (najmniejsza moc zbioru kolorów {\displaystyle C}) niezbędna do legalnego pokolorowania grafu ważonego {\displaystyle G_{\omega }}. Oznacza się ją w różny sposób, między innymi przez {\displaystyle \chi _{m}(G_{\omega }),} przy czym indeksy {\displaystyle m} i {\displaystyle \omega } bywają zamieniane na inne lub, jeżeli fakt, iż chodzi o liczbę multichromatyczną grafu ważonego wynika z kontekstu – są pomijane.
Jeżeli wszystkie wagi wierzchołków w grafie są równe 1, wtedy liczba multichromatyczna jest liczbą chromatyczną tego grafu.

## Wartość dla dowolnego grafu

### Oszacowanie z dołu
{\displaystyle \chi _{m}(G)\geqslant W(G),} gdzie {\displaystyle W(G)} oznacza ważoną liczbę klikową grafu {\displaystyle G} (tj. największą wagę kliki spośród wszystkich klik w {\displaystyle G}). Nierówność ta jest prawdziwa dla każdego grafu, gdyż w każdej klice do multikolorowania trzeba użyć co najmniej tylu kolorów, ile wynosi suma wag jej wierzchołków.

### Oszacowanie z góry
Mimo istnienia prac na temat multikolorowania szczególnych rodzajów grafów, nie są znane dobre oszacowania liczby multichromatycznej z góry w przypadku ogólnym.
Wykorzystując wartość zwykłej liczby chromatycznej i wiedząc, że graf {\displaystyle k}-kolorowalny w sensie zwykłym, da się podzielić na {\displaystyle k} zbiorów niezależnych, można oszacować liczbę multichromatyczną z góry przez {\displaystyle k}-krotność wagi najcięższego wierzchołka w grafie. W danym zbiorze niezależnym można legalnie pokolorować wierzchołki stosując dla każdego te same kolory; potrzeba do tego najwyżej tyle barw, ile wynosi waga najcięższego wierzchołka w grafie {\displaystyle G.} Podobnie postępujemy dla każdego z {\displaystyle k} zbiorów niezależnych, kolorując je na różne zestawy kolorów. Stąd {\displaystyle \chi _{m}(G)\leqslant k\cdot max\{\omega (v):v\in V(G)\}}.
Powyższe oszacowanie ulepsza się na dwa sposoby. Pierwszym jest zastąpienie największej wagi w całym grafie największymi wagami wierzchołków w poszczególnych zbiorach niezależnych (oznaczanych {\displaystyle V_{i}(G),} gdzie {\displaystyle i=\{1,...,k\}}). Stąd oszacowanie {\displaystyle \chi _{m}(G)\leqslant \sum _{i=1}^{k}max\{\omega (v):v\in V_{i}(G)\}.}
Drugi sposób wykorzystuje twierdzenie Brooksa (mówiące, że dla każdego grafu prostego zachodzi {\displaystyle \chi (G)\leqslant \Delta (G)+1}). Zastępując {\displaystyle k} jego oszacowaniem, otrzymuje się następujące oszacowanie liczby multichromatycznej: {\displaystyle \chi _{m}(G)\leqslant (\Delta (G)+1)max\{\omega (v):v\in V(G)\}}.
Nie są znane inne oszacowania w przypadku ogólnym.

## Wartość dla szczególnych klas grafów

### Dla grafów dwudzielnych i doskonałych
Dla grafów dwudzielnych znana jest dokładna wartość liczby multichromatycznej. Dla każdego ważonego grafu dwudzielnego {\displaystyle G} zachodzi równość {\displaystyle \chi _{m}(G)=W(G)}.
Powyższa równość jest prawdziwa także dla grafów doskonałych.

### Dla cykli
Dla każdego ważonego cyklu {\displaystyle C_{k}} o wierzchołkach {\displaystyle v_{1},v_{2},\dots ,v_{k}} z funkcją wagi {\displaystyle \omega } zachodzi równość: {\displaystyle \chi _{m}(C_{k})={\begin{cases}W(C_{k})&{\text{dla }}k=2m\\max\left\{W(C_{k}),\left\lceil {\frac {1}{m}}\sum _{i=1}^{k}\omega (v_{i})\right\rceil \right\}&{\text{dla }}k=2m+1\end{cases}}}.

### Dla grafów planarnych
Dla każdego grafu planarnego {\displaystyle G} zachodzi nierówność {\displaystyle \chi _{m}(G)\leqslant \left\lceil {\frac {11}{6}}W(G)\right\rceil }.